# Michèle Gleizer
Michèle Gleizer, née le 12 juillet 1941 à Paris 13e, et morte le 8 octobre 2017 à Paris 19e, est une actrice et brodeuse française.

## Biographie
Elle a aussi une carrière de brodeuse dès le début des années 1980. Son œuvre brodée a été exposée en Suisse et en France dès 1984.

## Filmographie partielle

### Cinéma
- 1980 : Sauve qui peut (la vie) de Jean-Luc Godard : une amie
- 1983 : La Mort de Mario Ricci de Claude Goretta : Jeanine
- 1987 : Si le soleil ne revenait pas de Claude Goretta : Eugénie
- 1987 : La Passion Béatrice de Bertrand Tavernier : Hélène
- 1989 : La Vie et rien d'autre de Bertrand Tavernier : la fermière
- 1990 : Europa Europa de Agnieszka Holland : la mère de Solomon
- 1992 : Loin du Brésil de Tilly : Élisabeth
- 1993 : Louis, enfant roi de Roger Planchon : Madame de Noirols
- 1993 : La Naissance de l'amour de Philippe Garrel : la comédienne du Cercle de craie caucasien
- 2001 : Le Chocolat de Lasse Hallström : Madame Rivet
- 2006 : C'est pas tout à fait la vie dont j'avais rêvé de Michel Piccoli : la femme
- 2007 : Faut que ça danse ! de  Noémie Lvovsky : la gynécologue
- 2010 : Bella, la guerre et le soldat Rousseau de Manuel Flèche : Mémé
- 2011 : Les Femmes du 6e étage de Philippe Le Guay : Germaine Le Bronec'h
- 2012 : Renoir de Gilles Bourdos : Aline Renoir
- 2013 : Le Beau Monde de Julie Lopes Curval : Arlette

### Télévision
- 1981 : Nous te mari-e-rons de Jacques Fansten : Denise
- 1984 : Noces de soufre de Raymond Vouillamoz, téléfilm de la collection Série noire : Françoise Renaud
- 1994 : Le Fils du cordonnier, mini-série d'Hervé Baslé: Charlotte
- 1997 : Entre terre et mer : Hortense Le Breton
- 2000 : Les Misérables, mini-série de Josée Dayan : Madame Magloire
- 2002 : Le Champ dolent (Le Roman de la terre), mini-série (France 2) d'Hervé Baslé : Mélanie
- 2004 : Nature contre nature, téléfilm de Lucas Belvaux : Violette Lambert
- 2006 : Le Cri, mini-série d'Hervé Baslé : la bourgeoise

## Théâtre
- 1976 : Les Querelles intestines de Bernard Bengloan et Michel Beretti, mise en scène Roland Deville, Festival d'Avignon
- 1986 : Les Trompettes de la mort de Tilly, mise en scène de l'auteur, Théâtre Paris-Villette
- 1989 : La Mort de Danton de Georg Büchner, mise en scène Klaus Michael Grüber, Théâtre Nanterre-Amandiers, TNP Villeurbanne, Maison de la Culture de Grenoble, Comédie de Caen, tournée
- 1990 : Indices terrestres de Marina Tsvetaïeva, mise en scène Éric Didry, Théâtre de l'Athénée-Louis-Jouvet
- 1991 : Phèdre de Marina Tsvetaïeva, mise en scène Sophie Loucachevsky, Théâtre de l'Athénée-Louis-Jouvet
- 1991 : Par hasard de Honoré de Balzac, Gaston Couté, Charles-Ferdinand Ramuz et Marina Tsvetaïeva, mise en scène Sophie Loucachevsky, Rencontres d'été de la Chartreuse Villeneuve-les-Avignon
- 1993 : Les Marchands de gloire de Marcel Pagnol et Paul Nivoix, mise en scène Jean-Louis Martinelli, MC93 Bobigny, tournée
- 1993 : Mon Pouchkine ou les Chevaliers de la lumière en quête de... d'après Alexandre Pouchkine, mise en scène Sophie Loucachevsky, Festival d'Avignon, Théâtre de l'Athénée-Louis-Jouvet
- 1994 : Charcuterie fine de Tilly, mise en scène de l'auteur, Théâtre national de la Colline
- 1998 : Les Aïeux de Adam Mickiewicz, lecture, Festival d'Avignon
- 1998 : Chaos debout de Véronique Olmi, mise en scène Jacques Lassalle, Festival d'Avignon, Théâtre des Abbesses
- 1998 : Six personnages en quête d'auteur de Luigi Pirandello, mise en scène Jorge Lavelli, Théâtre de l'Eldorado
- 2001 : Les Paravents de Jean Genet, mise en scène Bernard Bloch, Théâtre Nanterre-Amandiers
- 2005 : Les Grelots du fou de Luigi Pirandello, mise en scène Claude Stratz, Comédie-Française Théâtre du Vieux-Colombier
- 2005 : Grand et Petit de Botho Strauss, mise en scène Philippe Calvario, Théâtre des Bouffes du Nord
- 2006 : Sauterelles de Biljana Srbljanović, mise en scène Dominique Pitoiset, Théâtre national de Bordeaux en Aquitaine, Théâtre des Abbesses, Théâtre Vidy-Lausanne, Théâtre national de Toulouse Midi-Pyrénées
- 2007 : Sauterelles de Biljana Srbljanović, mise en scène Dominique Pitoiset, Théâtre de la Croix-Rousse,   Comédie de Reims